# چاه حاجی ثابت ۲۸
چاه حاجی ثابت ۲۸ یک منطقهٔ مسکونی در ایران است که در دهستان درح واقع شده‌است.